# Leyti Seck
Leyti Alexander Seck (* 21. Februar 1981 in München, Deutschland) ist ein ehemaliger Skirennläufer aus dem Senegal, der in Österreich lebt. Er nahm an drei Weltmeisterschaften und zwei Olympischen Spielen teil und bestritt mehrere Rennen im Weltcup. Zudem ist er Fußballspieler und ehemaliger Fußballtrainer.

## Biografie
Leyti Seck wurde in München als Sohn einer deutschen Mutter und eines senegalesischen Vaters geboren. Er kam bereits als Baby zu einer Pflegefamilie nach Strobl am Wolfgangsee in Österreich und wuchs ebendort auf. Seck ist österreichisch-senegalesischer Doppelstaatsbürger und stand im Alter von sieben Jahren erstmals auf Skiern. Seck nahm 2002 erstmals an FIS-Rennen teil, nachdem er vom Präsidenten und Gründer des senegalesischen Skiverbandes, Lamine Guèye, in den Verband aufgenommen worden war. 2003 startete er bei den Weltmeisterschaften in St. Moritz, wo er 55. im Slalom und 61. im Riesenslalom wurde. In den nächsten Jahren nahm Seck in diesen beiden Disziplinen auch an mehreren Weltcuprennen in Österreich teil. Sein Debüt gab er am 23. Oktober 2003 im Riesenslalom von Sölden, zum neunten und letzten Mal war er am 28. Jänner 2007 im Slalom von Kitzbühel im Weltcup am Start. Sofern er im ersten Lauf ins Ziel kam – was ihm fünfmal gelang – war er aber immer nur unter den letzten drei zu finden, womit er an der Qualifikation für den zweiten Lauf der besten 30 jedes Mal klar scheiterte.
Im Februar 2005 nahm Seck in Bormio zum zweiten Mal an Weltmeisterschaften teil. Diesmal wurde er 54. im Riesenslalom, schied aber im ersten Slalomdurchgang aus. 2006 folgte in Turin die erste Teilnahme an Olympischen Winterspielen. Er war der einzige Aktive seines Landes, wurde 55. im Super-G und schied im Slalom sowie im Riesenslalom jeweils im ersten Durchgang aus. Seck wurde zu dieser Zeit vom ehemaligen österreichischen Skirennläufer Roland Assinger, einem Kollegen im Studium der Sportwissenschaften an der Universität Salzburg, trainiert. Eine Teilnahme Secks an den Weltmeisterschaften 2007 in Åre war ebenfalls geplant, doch aufgrund der kurzfristigen Entscheidung des Internationalen Skiverbandes, neben dem Riesenslalom, für den dies schon länger vorgesehen war, auch im Slalom ein Qualifikationsrennen am Vortag des eigentlichen WM-Rennens auszutragen, zog Lamine Guèye, Präsident des senegalesischen Skiverbandes, Seck auf dessen Wunsch vom Start zurück. Bei den Weltmeisterschaften 2009 in Val-d’Isère war Seck wieder am Start. Er nahm nur am Slalom teil, schied aber bereits im ersten Lauf des Qualifikationsrennens aus. Bei den Olympischen Winterspielen 2010 – seinen letzten Wettkämpfen im alpinen Skisport – schied Seck ebenfalls im Slalom aus. Im Riesenslalom belegte er unter 81 gewerteten Läufern den 73. Platz.
Als Fußballspieler ist Seck beim SK Strobl in der 2. Landesliga Nord aktiv. Von Beginn der Saison 2010/2011 bis zum Ende der Herbstsaison 2011 war er Trainer der Frauenfußballmannschaft des USK Hof in der ÖFB-Frauenliga, die 2011 eine Spielgemeinschaft mit dem FC Bergheim einging.

## Statistik

### Olympische Winterspiele
- Turin 2006: 55. Super-G, ausgeschieden in Slalom und Riesenslalom
- Vancouver 2010: 73. Riesenslalom, ausgeschieden im Slalom

### Weltmeisterschaften
- St. Moritz 2003: 55. Slalom, 61. Riesenslalom
- Bormio 2005: 54. Riesenslalom, ausgeschieden im Slalom
- Val-d’Isère 2009: ausgeschieden in der Slalom-Qualifikation